# Gloeosynnema
Gloeosynnema — рід грибів. Класифіковано у 1988 році.

## Класифікація
До роду Gloeosynnema відносять 2 види:
- Gloeosynnema ochroleucum
- Gloeosynnema roseum